# جنة القاتل
جنة القاتل هو فيلم وثائقي يكشف عن المعدل العالي لقتل السيدات في غواتيمالا؛ والذي استمر دون حل منذ نهاية حرب غواتيمالا الأهلية. الفيلم من إنتاج المجلس الوطني الكندي للأفلام والبي بي سى وأٌخرج بواسطة المنتج السينمائي جيسيل بورتينير وصحفي من تورنتو، تمت اذاعته للمرة الأولى في 8 من مارس 2007 في تورنتو وبُث على عدة محطات فضائية حول العالم من ضمنها القناة الوثائقية في الأمم المتحدة.

## وصف عام
أكثر من 2200 سيدة قُتلوا في غواتيمالا بين عامى 2001 و 2008 وعدد لايحصى تم اغتصابهن وتعذيبهن وتشويههن، يوضح هذا الفيلم هذا الوباء بواسطة فحص حالات القتل التي وقعت قبل وأثناء التسجيل، وقد تابع القائمين على الفيلم عائلة كلودينا فيلسكويز؛ طالبة عمرها 19 عاماً والتي قُتلت بعد حفلة قضتها مع أصدقائها في ليلة ما. عندما تماطلت القضية كان والد كلودينا يقوم بزيارة مكاتب محققين جرائم القتل مصطحباً معه فريق للتصوير، حيث كانت القضية في البداية منبوذة معتبرين أن الفتاة عاهرة بسبب شكل  خاتم السرة والحذاء التي كانت ترتديهم.
حاول والد كلودينا الضغط على المحققين ليسعوا بشكل فعال في القضية ولكن كان يُقال له دائماً أن القضية قد انتقلت لتكون مسئولية محقق آخر.
هذه القضية وقضايا أٌخرى في الفيلم كانت من نوع وجود امرأة عارية غير متعارف عليها في مجرى نهر جاف، ويعرض حالات لتوضح مدى انتشارقتل السيدات في جوتيمالا، ويشيرالفيلم إلى أسباب عديدة جعلت معظم هذه القضايا بدون حل.
تمت مقابلة أفراد عائلات الضحايا والشهود ليكون حديثهم جزء من الفيلم كآخر ملاذ لهم، شارحين خوف الانتقام من القتلى الذين قد يكونوا في الأغلب من شباب عصابات أو جنود ساخطين وكثير من العاطلين بعد نهاية المقاتلات العسكرية في جوتيمالا.
يوضح أيضاً الفيلم عدم رغبة السلطات في التحقيق في عمليات القتل، هذا ما يشير إلى الفساد والخوف من انتقام الجناة.وكُشفت أيضاً مظاهر كراهية النساء والذكورية في المجتمع، حيث عندما ترى الشرطة الضحايا واضعين مستحضرات تحميل أو أظافر يديهم لامعة أو ربما أجسادهم مكشوفة فهذا يعنى لديهم أنهم عاهرات ومن ثم يتجاهلوا البحث في القضية، في حين يركز الفيلم بشكل أساسى على الفتيات اللاتى يتم اختطافاهم من الشوارع؛ الفيلم يركز أيضاً على العدد الكبير من السيدات اللاتى يتم ضربهن أو قتلهن بواسطة أزواجهن أو عُشاقهن، مثل هذه القضايا التي نادراً ما يتم الإبلاغ عنها أو القضاء فيها!
بالإضافة إلى أن القانون الذي يُحكم بواسطته على المغتصب يُبرأ المغتصب إذا وافقت الضحية على الزواج منه؛ وهذا يعنى أن قضايا الاغتضاب التي حُلت تمت بإكراه الضحايا على هذا النوع من الزواج البذئ خوفاً على حياتهم.
على الرغم من أن زيادة معدل قتل السيدات مستمرة في الفيلم؛ إلا أن الفيلم ليس بأكمله دون أمل. فإن صناع الفيلم حظوا بمقابلة مع الرئيس أوسكار بيرجر، والذي رفض انتقادهم كمجرد رأى متشائم وقال أنه متفائل بأن البرامج الجديدة التي تتضمن التعديل القومى للقوة الشُرطية وتدريبات خارجية لمحققين جرائم القتل سوف تُحسن من الوضع الراهن، وقد لقى نقد المخرج بورتينيرعن العجز الحكومى إحباطاً وازدراءً، وغادر بيرجير المقابلة بشكل مفاجئ شاكراً بورتينير ومظهراً غضبه واشمئزازه.
هناك مشهد يُظهر وقفة احتجاجية كبيرة في العاصمة «جوتيمالا»، حيث يصتف المواطنين أمام محكمة العدل مُطوقين بأوشاح الشرطة الصفراء مُعلنين أنها «مسرح جريمة التراخى». وهناك جزء آخر من الفيلم يُظهر واحدة من اخوات الضحايا تناشد فيه مجلس الشيوخ بالولايات المتحدة، وأخيراً يحظى الفيلم بلجنة من المشاهدين من أجل جذب انتباه العالم عن مأزق السيدات في جوتيمالا.

## روابط خارجية
- جنة القاتل على موقع IMDb (الإنجليزية)
- جنة القاتل على موقع أول موفي (الإنجليزية)
- جنة القاتل على موقع قاعدة بيانات الفيلم (الإنجليزية)
- جنة القاتل على موقع ليتربوكسد (الإنجليزية)